# Smoligów
Smoligów [pronunciación en polaco: /smɔˈliɡuf/] es un pueblo en el distrito administrativo de Gmina Mircze, dentro del condado de Hrubieszów, voivodato de Lublin, en el este de Polonia, cerca de la frontera con Ucrania. Se encuentra a unos 4 kilómetros sureste de Mircze, 21 kilómetros sur de Hrubieszów, y 119 kilómetros al sureste de la capital regional Lublin.